# Antemural
Antemural es un término militar que expresa la idea abstracta de una defensa grande o puramente estratégica.
Muchas ciudades antiguas tenían dos muros de recinto, de los cuales el más bajo era el exterior, el que daba hacia la campaña. Una parte de Jerusalén, al tomarla Tito, tenía tres muros en anfiteatro, por lo pendiente del terreno. Aun siendo este horizontal, el muro interior, siempre más alto, era el torreado. El adarve o terraplén que estaba entre los dos era lo que se llamaba ante-murale en latín o antemuro. 
El Diccionario de la Academia en su 1ª edición distingue antemural de antemuro. El primero sería edificio, fortaleza, roca, montaña u otro impedimento que sirve de defensa, antemurale en latín. El segundo se refiere a la muralla baja  que se sitúa antes del muro sobre el foso, lo que antiguamente se llamaba barbacana, o falsabraga. En latín anterior, murus. En la 5ª edición del Diccionario, antemural, antemuralla y antemuro se toman como sinónimos.